# Mamerki
Mamerki [maˈmɛrki] (en allemand : Mauerwald) est un village situé dans le district administratif de Węgorzewo, dans le powiat de Węgorzewo (voïvodie de Varmie-Mazurie), dans le nord de la Pologne, à proximité de la frontière avec l'oblast de Kaliningrad  (Russie). 
Avant 1945, la région faisait partie de l'Allemagne (province de Prusse-Orientale).   

## Histoire
De 1818 à 1945, Mauerwald fait partie de l'arrondissement d'Angerburg dans le district de Gumbinnen au sein de la province de Prusse-Orientale.